# ザカリア・フロゼ
ザカリア・フロゼ（グルジア語: ზაქარია ხუროძე, ラテン文字転写例: Zakaria Khurodze, 1925年4月26日 - 2005年1月18日）は、グルジアの指揮者。
クタイシの出身。トビリシ音楽院でクラリネットと音楽理論を学び、1948年に卒業したが、音楽院在学中の1946年からクラリネット奏者として活動していた。その後、モスクワ音楽院でニコライ・アノーソフに指揮法を学び、1952年に卒業後はグルジア国立交響楽団の補助指揮者とグルジア歌劇場の指揮者を兼任し、グルジア国立交響楽団の方は1954年まで、歌劇場の方は1958年まで務めた。1954年からグルジア放送交響楽団の首席指揮者に転じ、1959年までその任に当たった。1959年から1973年までグルジア国立交響楽団の首席指揮者を歴任。
教育者としては1964年から母校のトビリシ音楽院のオペラの講義を受け持ち、1973年から同音楽院のオーケストラの指導を行った。1976年から同音楽院の教授に昇格している。
1984年にはグルジア政府より人民芸術家の称号を与えられた。
トビリシにて死去。